# Xystrota oblinataria
Xystrota oblinataria là một loài bướm đêm trong họ Geometridae.